# اسقف‌نشین یورک
اسقف‌نشین یورک (انگلیسی: Diocese of York) بخشی تشکیل دهنده از استان یورک کلیسای انگلستان در کشور انگلستان است. این اسقف‌نشین که براساس اسناد تاریخی از سال ۶۲۵ میلادی وجود شده‌است شامل ۶۰۷ کلیسا می‌باشد و مرکز آن یورک مینستر است.